# إبراهيم بن دور
أبراهام (شالوم) بن دور (بالعبرية: אברהם שלום‏) رئيس جهاز الأمن العام (الشاباك) في الفترة ما بين 1980-1986 قبل فترة خدمته في جهاز الأمن العام:
وُلد أبراهام بن دور عام 1928 في فيينا وانتقل إلى إسرائيل عام 1939 وانتقل إلى السكن في تل أبيب ولا يزال يقيم فيها حتى اليوم. وقد التحق بقوات عصابة البلماح «القوات الضاربة» التابعة للهاغاناه وعمل في إطار وحدتها البحرية في قريتي ياغور وماعوز حاييم التعاونيتين. وقد شارك خلال حرب الاحتلال في معارك مختلفة في قرية مشمار هعيمك والجليل واللد والرملة واللطرون والنقب. وتم تسريحه من الخدمة العسكرية نهاية عام 1949 ثم تم تجنيده عام 1950 في صفوف جهاز الأمن العام.
خدمته في جهاز الأمن العام
- 1950- أُرسل إلى وحدة العمليات التابعة لجهاز الأمن العام في حيفا.
- 1951- خرج بعد عام في إجازة لغرض إكمال تحصيله الثانوي لكنه عاد إلى صفوف جهاز الأمن العام بعد عدة أشهر لتولي قيادة وحدة العمليات في منطقة الجنوب إلى حين إغلاقها.
- 1952- عُين قائداً لوحدة العمليات في أورشليم القدس.
- 1954- أوفده رئيس الجهاز آنذاك إيسار هرئيل إلى أوروبا في مهمة دامت 3 سنوات.
- 1959- عاد إلى مزاولة عمله في وحدة العمليات التابعة لجهاز الأمن العام بعد عامين من الإجازة أشغل خلالهما منصب ضابط عمليات ونائب لرئيس إحدى هيئات جهاز الموساد ثم عُين رئيساً لهيئة العمليات.
- 1972- تولى رئاسة هيئة حماية أمن الشخصيات بعد عملية قتل الرياضيين الإسرائيليين في أولمبياد ميونيخ.
- 1980- عُين رئيساً لجهاز الأمن العام.
- 1986- اعتزل رئاسة جهاز الأمن العام بعد الكشف عن قضية «خط 300».